# Книга Мертвих
Книга Мертвих (англ. Necronomicon) — американський фільм жахів 1993 року, екранізація творів Говарда Лавкрафта.

## Сюжет
У пошуках натхнення письменник Говард Філліпс Лавкрафт вирушає до зловісного книгосховища, де знаходиться Некрономікон — легендарна книга мертвих.
У ній письменник знаходить три історії: «Утоплена» — похмуру повість першого кохання і воскресіння; «Холод» — про пошуки лікаря, спраглого відкрити секрет безсмертя; «Шепіт» — про небезпечні позаземні контакти.
Коли ж Лавкрафт намагається піти, виявляється, що хранителі Некрономікона охоче діляться секретами своєї книги тільки за дуже високу ціну.

## У ролях
- Джеффрі Комбс — Говард Лавкрафт
- Тоні Азіто — бібліотекар
- Хуан Фернандес — обслуговуючий
- Брайан Юзна — таксист
- Брюс Пейн — Едвард де Лапур
- Белінда Бауер — Ненсі Гелмур
- Річард Лінч — Джетро де Лапур
- Марія Форд — Клара
- Пітер Ясенскій — син Джетро
- Деніс Д. Льюїс — Емма де Лапур
- Вільям Джесс Расселл — доктор
- Владімір Куліх — селянин
- Девід Ворнер — доктор Медден
- Бесс Меєр — Емілі Остерман
- Міллі Перкінс — Лена
- Денніс Крістофер — Дейл Поркел
- Гарі Грехем — Сем
- Курт Лоуенс — містер Хокінс
- Джеймс Парадайз — поліцейський
- Себастьян Вайт — поліцейський
- Сайні Коулмен — Сара
- Обба Бабатунде — Пол
- Дон Келфа — містер Бенедикт
- Джудіт Дрейк — місіс Бенедикт
- Джеффрі Скотт Гріс — Пітер Гелмур (в титрах не вказаний)
- Вінсент Хеммонд — брюнет (в титрах не вказаний)